# Renata Kuerten
Renata Kuerten (Braço do Norte, 14 de setembro de 1988) é uma modelo e apresentadora brasileira.
Filha de Nilton Wessler Kuerten e Lorena Schlickmann Kuerten. É prima distante do tenista Gustavo Kuerten.
Atualmente, Renata é agenciada pela Mega Model, desfilando pelas passarelas do Brasil com a turnê de moda e música do Monange Dream Fashion Tour, ao lado das tops Isabeli Fontana, Carol Trentini e Izabel Goulart, dentre outras modelos.
Em 2015, foi contratada pela RedeTV!, onde apresentou o Chega Mais e o Conexão Models, exibidos aos domingos. Renata deixou a emissora em 2019, e atualmente comanda o reality Um Show de Noiva, além de ser jurada em Juju Bootcamp, ambos no canal E!. 
Em 2021, foi confirmada como uma das participantes da primeira edição do Bake Off Celebridades, sendo a sétima eliminada da competição, ficando em 5.º lugar. Em 2022, passa a assumir o comando do Esquadrão da Moda no SBT, junto com o estilista Lucas Anderi, substituindo Isabela Fiorentino e Arlindo Grund.